# Adenina fosforribosiltransferasa
La adenina fosforribosiltransferasa, también conocida como APRT, es una enzima codificada en el cromosoma 16 humano, involucrada en la biosíntesis de purinas mediante la ruta de rescate de nucleótidos. Su función es catalizar la reacción entre la adenina y el fosforribosil pirofosfato (PRPP) para formar AMP. La APRT posee el EC 2.4.2.7.
La APRT se encuentra funcionalmente relacionada con la hipoxantina-guanina fosforribosiltransferasa (HPRT).

## Patología
La deficiencia de APRT en el ser humano puede producir cálculos renales, formados a partir de adenina y sales, dando lugar a una patología denominada 2,8 dihidroxi-adenina urolitiasis.

## Información adicional
- Tischfield JA, Engle SJ, Gupta PK, et al. (1995). «Germline and somatic mutation at the APRT locus of mice and man.». Adv. Exp. Med. Biol. 370: 661-4. PMID 7660991.
- Takeuchi H, Kaneko Y, Fujita J, Yoshida O (1993). «A case of a compound heterozygote for adenine phosphoribosyltransferase deficiency (APRT*J/APRT*Q0) leading to 2,8-dihydroxyadenine urolithiasis: review of the reported cases with 2,8-dihydroxyadenine stones in Japan.». J. Urol. 149 (4): 824-6. PMID 8455250.
- Ludwig H, Kuzmits R, Pietschmann H, Müller MM (1980). «Enzymes of the purine interconversion system in chronic lymphatic leukemia: decreased purine nucleoside phosphorylase and adenosine deaminase activity.». Blut 39 (5): 309-15. PMID 116697.
- Johnson LA, Gordon RB, Emmerson BT (1977). «Adenine phosphoribosyltransferase: a simple spectrophotometric assay and the incidence of mutation in the normal population.». Biochem. Genet. 15 (3-4): 265-72. PMID 869896.
- Kamatani N, Hakoda M, Otsuka S, et al. (1992). «Only three mutations account for almost all defective alleles causing adenine phosphoribosyltransferase deficiency in Japanese patients.». J. Clin. Invest. 90 (1): 130-5. PMID 1353080.
- Chen J, Sahota A, Laxdal T, et al. (1992). «Identification of a single missense mutation in the adenine phosphoribosyltransferase (APRT) gene from five Icelandic patients and a British patient.». Am. J. Hum. Genet. 49 (6): 1306-11. PMID 1746557.
- Mimori A, Hidaka Y, Wu VC, et al. (1991). «A mutant allele common to the type I adenine phosphoribosyltransferase deficiency in Japanese subjects.». Am. J. Hum. Genet. 48 (1): 103-7. PMID 1985452.
- Chen J, Sahota A, Stambrook PJ, Tischfield JA (1991). «Polymerase chain reaction amplification and sequence analysis of human mutant adenine phosphoribosyltransferase genes: the nature and frequency of errors caused by Taq DNA polymerase.». Mutat. Res. 249 (1): 169-76. PMID 2067530.
- Gathof BS, Sahota A, Gresser U, et al. (1992). «Identification of a splice mutation at the adenine phosphoribosyltransferase locus in a German family.». Klin. Wochenschr. 69 (24): 1152-5. PMID 2135300.
- Kamatani N, Kuroshima S, Hakoda M, et al. (1990). «Crossovers within a short DNA sequence indicate a long evolutionary history of the APRT*J mutation.». Hum. Genet. 85 (6): 600-4. PMID 2227951.
- Kamatani N, Kuroshima S, Terai C, et al. (1989). «Detection of an amino acid substitution in the mutant enzyme for a special type of adenine phosphoribosyltransferase (APRT) deficiency by sequence-specific protein cleavage.». Am. J. Hum. Genet. 45 (2): 325-31. PMID 2502918.
- Hidaka Y, Tarlé SA, Fujimori S, et al. (1988). «Human adenine phosphoribosyltransferase deficiency. Demonstration of a single mutant allele common to the Japanese.». J. Clin. Invest. 81 (3): 945-50. PMID 3343350.
- Wilson JM, O'Toole TE, Argos P, et al. (1986). «Human adenine phosphoribosyltransferase. Complete amino acid sequence of the erythrocyte enzyme.». J. Biol. Chem. 261 (29): 13677-83. PMID 3531209.
- Broderick TP, Schaff DA, Bertino AM, et al. (1987). «Comparative anatomy of the human APRT gene and enzyme: nucleotide sequence divergence and conservation of a nonrandom CpG dinucleotide arrangement.». Proc. Natl. Acad. Sci. U.S.A. 84 (10): 3349-53. PMID 3554238.
- Hidaka Y, Palella TD, O'Toole TE, et al. (1987). «Human adenine phosphoribosyltransferase. Identification of allelic mutations at the nucleotide level as a cause of complete deficiency of the enzyme.». J. Clin. Invest. 80 (5): 1409-15. PMID 3680503.
- Hidaka Y, Tarlé SA, O'Toole TE, et al. (1988). «Nucleotide sequence of the human APRT gene.». Nucleic Acids Res. 15 (21): 9086. PMID 3684585.
- Chen J, Sahota A, Martin GF, et al. (1993). «Analysis of germline and in vivo somatic mutations in the human adenine phosphoribosyltransferase gene: mutational hot spots at the intron 4 splice donor site and at codon 87.». Mutat. Res. 287 (2): 217-25. PMID 7685481.
- Sahota A, Chen J, Boyadjiev SA, et al. (1994). «Missense mutation in the adenine phosphoribosyltransferase gene causing 2,8-dihydroxyadenine urolithiasis.». Hum. Mol. Genet. 3 (5): 817-8. PMID 7915931.